# Templo Emanu-El (Florida)
El Templo Emanu-El  (en inglés: Temple Emanu-El) es una sinagoga histórica situada en el distrito de South Beach de Miami Beach, Florida, Estados Unidos. Es la más grande y antigua congregación conservadora en Miami Beach. El santuario original fue construido en 1947 como el "Centro judío de Miami Beach" a un costo de 1 millón de dólares, con adiciones de salones de clase y un gran salón de baile que se terminó en 1966. Está considerada como una de las sinagogas más bellas de Estados Unidos con un impresionante estilo bizantino y morisco, con un edificio de rotonda y una cúpula de aluminio de más de diez pisos de altura.